# Вызов-ответ (аутентификация)
Вызов-ответ (англ. Challenge-response authentication; вызов-отклик) — способ аутентификации, при котором секрет (в данном случае пароль) не передаётся по каналу связи.
Простейший способ такой аутентификации (при хранении паролей в открытом виде):
- Клиент, желающий пройти аутентификацию, дает запрос на начало сеанса связи, в ответ на это вызываемая сторона (сервер) посылает произвольную, но всякий раз разную информацию (например, текущие дату и время) клиенту.
- Клиент дописывает к полученному запросу пароль и от этой строки вычисляет какой-либо хеш (например, MD5) и отправляет его серверу.
- Сервер проделывает с посланным значением аналогичные действия и сравнивает результат.

Если значения хешей совпадают, то аутентификация считается успешной.